# Palško jezero
Palško jezero povremeno je jezero u kotlini Pivke sjeverno od naselja Palčje u području Notranjske u Sloveniji. Jezero je dugačko oko 1,5 km i široko oko 500 m i ispunjava kršku udubinu ovalnog oblika koju presijeca rijeka Pivka. Dno mu je relativno ravno između na nadmorskoj visini od 543 do 557 m, ali su obale strme. Jezero Palčje je najveće među Pivčkim jezerima s prosječnom maksimalnom vodenom površinom od oko 1 km².
Dno se nalazi na razini podzemnih voda, pa količina vode ovisi o trenutnim hidrološkim prilikama. Obično se jezero napuni nakon obilnih kiša u kasnu jesen i ponovo u proljeće. Područje je u prosjeku svake godine poplavljeno oko tri mjeseca. Glavni priljev jezera je ponor Matijeva jama iz koje izbija voda koja teče s Javornika.  
Područje je velik dio godine ispunjeno vodom, pa se dno jezera ne može koristiti za poljoprivredu, ali travnata površina omogućuje ispašu stoke i žetvu sijena. Seljaci u obližnjem Palčju započinju s košnjom krajem srpnja kada završavaju košnju na okolnim pašnjacima.
Ledarstvo je bilo dopunski izvor prihoda mještana od kraja 18. stoljeća do sredine 20. stoljeća. Seljaci iz Pivke lomili su ledene blokove i skladištili ih do proljeća, a zatim su ih na konjskim zapregama prevozili u Trst gdje se koristio u mesnicama, ribarnicama i restoranima prije izuma uređaja s električnim hlađenjem. Žene su brale ljekovito bilje, uglavnom bobice kleke, trputca, stolisnika, majčinu dušicu i dr. Grane vrba koje rastu oko jezera služile su za pletenje košara.
O vojnoj namjeni ovog prostora svjedoče napušteni vojni objekti u blizini. Šire područje Pivčkih jezera koristilo se kao vojno vježbalište najprije austrougarske, a kasnije talijanske i jugoslavenske vojske. Tijekom vojnih vježbi lokalno stanovništvo dobivalo je naknadu za nemogućnost korištenja područja. Područje se ne koristi u vojne svrhe od 1991. godine, a sanirana su i oštećenja na koritu jezera.
Danas je jezero i njegova okolica dio mreže Natura 2000. Košnja se nastavlja do danas, a razvoj je usmjeren prema ekoturizmu i održivoj poljoprivredi.